# Bor (Adelsgeschlecht)
Das Adelsgeschlecht von Bor (tschechisch z Boru u Přimdy) ist eine alte böhmische Adelsfamilie, aus der das Haus Schwanberg (ze Švamberka) hervorging.
Vermutlich im 13. Jahrhundert siedelte sich in Bor u Tachova ein gewisser Ratmír ze Skviřína (1224–1247) an, der zwei Söhne, Ratmír und Bohuslav hatte. Sie waren Nachfahren der Burggrafen von Přimda und errichteten um 1263 in Bor eine Festung. Bohuslav war von 1285 bis 1291 Pilsner Kämmerer und führte seit 1285 den Namenszusatz „von Bor“. Er wird 1310 noch als lebend erwähnt und starb vermutlich nach 1316. Bohuslav hatte mehrere Söhne einer hieß Racek und wurde 1290/1291 erwähnt. Im Jahr 1318 wurde die Stadt Bor verwüstet. In der Folgezeit wurde die Burg Krasikov zum Hauptsitz der Familie und sie änderten ihren Namen.